# Francisco Javier Hergueta Garnica
Francisco Javier Hergueta Garnica (Santander, 25 de enero de 1958) es un diplomático español. Embajador de España en Cuba (desde 2024).

## Biografía
Es bisnieto de Simón Hergueta y Martín, médico de la Casa Real española y senador por la Real Academia Nacional de Medicina. Es descendiente por esa línea de la Casa de Elgueta, quienes fueron parientes mayores en Guipúzcoa.
Licenciado en Derecho por la Universidad de Valladolid, ingresó en 1986 en la carrera diplomática. Ha estado destinado en las representaciones diplomáticas españolas en Malta, Hungría, Perú, Croacia, Panamá, a la vez que también ha sido representación permanente de España ante la Unión Europea y Serbia. 
En 2003, fue nombrado director del Instituto Cervantes en Belgrado y, posteriormente, subdirector general de Relaciones Económicas Bilaterales con Europa y Países de la Organización para la Cooperación y el Desarrollo Económicos (OCDE). 
Fue consejero de Asuntos Culturales en la Embajada de España en Cuba (2006-2009); y segundo jefe en la Embajada de España en Serbia (2009-2010).
Ha sido Embajador de España en Yemen (2010-2012) Posteriormente, destinado en Madrid, ocupó el puesto de asesor ejecutivo de la Subsecretaría de Asuntos Exteriores y Cooperación.
Fue embajador de España en la República Democrática del Congo (2014-2017), y posteriormente director de la institución Casa del Mediterráneo, cuya sede se encuentra en la ciudad de Alicante (2017-2020).
También ha sido embajador de España en Turquía, Azerbaiyán y Georgia (2020-2024).Hergueta apoyó algunas propuestas de Erdogan como la formulada en la 75.ª Asamblea General de las Naciones Unidas, de organizar una conferencia regional para abordar las disputas en el Mediterráneo, con la participación de todos los Estados costeros, para encontrar soluciones a los problemas existentes. La calificó de “muy buena” y aseguró que fue escuchada en la ONU “con gran atención”.
Es embajador en la República de Cuba desde marzo de 2024.